# Stadion Nižnij Novgorod
Stadion Nižnij Novgorod (rusky Стадион Нижний Новгород) je fotbalový stadion v ruském Nižním Novgorodě. Situován je na místě zvaném Strelka na soutoku řek Volhy a Oky. Odehrávala se zde některá utkání mistrovství světa ve fotbale v roce 2018.

## Obecné informace
Plánovaná kapacita stadionu činí do 35 tisíc diváků, během konání mistrovství světa byla zvýšena na 43 319 diváků.
Po skončení šampionátu zde sídlil místní fotbalový klub Olimpijec, počítá se také s masovými kulturními akcemi.
Původně se měl jmenovat Volha Aréna. K tomuto názvu však panovaly výhrady, neboť Nižnij Novgorod není jediné pořadatelské město na Volze. Nakonec proto dostal prostý název Nižnij Novgorod.
Dopravu na stadion zajišťuje především nižněnovgorodské metro, jehož druhá linka byla v červnu 2018 rozšířena o stanici Strelka s východem přímo u stadionu.
Celkové náklady na výstavbu činily 17,018 miliard rublů.

## Výstavba
O výstavbě nového fotbalového stadionu v Nižním Novgorodě bylo rozhodnuto roku 2011 v souvislosti s volbou Ruska jako pořadatelské země pro MS ve fotbale roku 2018. Původně se mělo stavět na okraji města v části Olgino. Proti tomu však vystoupili místní fotbaloví fanoušci, kteří se dožadovali lépe dostupné lokality. V únoru 2012 byla proto jako místo výstavby vybrána Strelka, místo v blízkosti historického centra, na soutoku řek Volhy a Oky. Samotný stadion stojí na břehu Volhy mezi obchodním centrem Sedmoje něbo a chrámem svatého Alexandra Něvského.
Výstavba měla započít původně v roce 2014, ale došlo ke zdržením v souvislosti s výkupy pozemků. Stavební práce se tak rozeběhly až roku 2015 a byly dokončeny v roce 2018.